# Льюис Кэрролл и шахматы

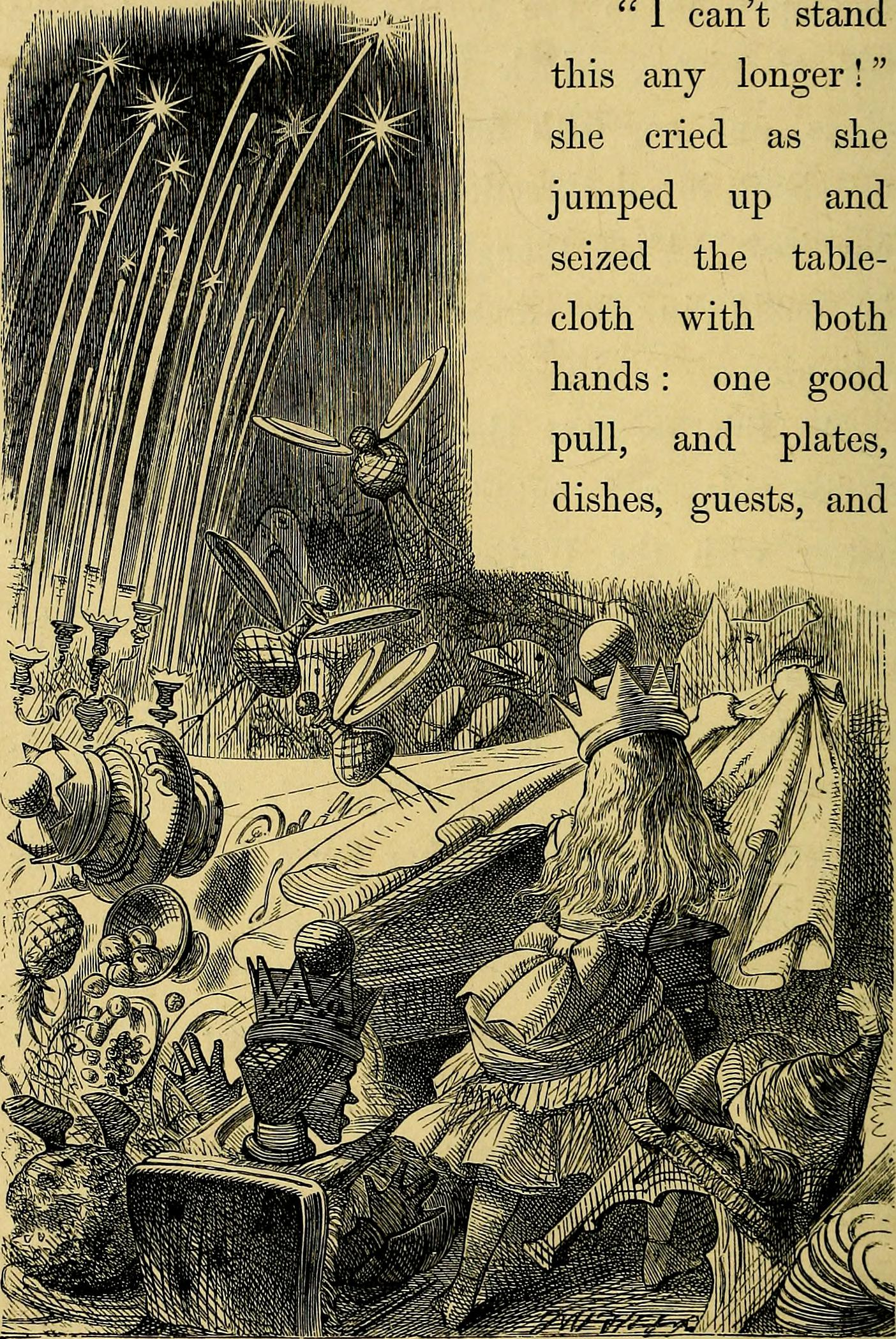
Страница первого издания «Алисы в Зазеркалье» с иллюстрациями Джона Тенниела, 1872

Льюис Кэрролл и шахматы — тема, неоднократно привлекавшая интерес историков шахмат и литературоведов. Шахматы занимали значительное место в жизни писателя Чарльза Лютвиджа Доджсона (настоящее имя Льюиса Кэрролла). Они запечатлены на нескольких фотографиях, которые сделал Кэрролл. Он активно интересовался важными событиями шахматной жизни Великобритании, сам играл в шахматы, учил играть в шахматы детей. Сюжет сказки «Алиса в Зазеркалье» построен на шахматной партии, которую придумал сам писатель, а шахматную диаграмму её начальной позиции он разместил во вступлении к своей книге.

## Шахматы в дневниках и письмах Кэрролла
В дневниках Льюиса Кэрролла упоминаются неоднократно эпизоды игры в шахматы. В 1862 году Льюис Кэрролл писал своей сестре, Мэри, что он играл в шахматы с восьмилетним Лайонелом Теннисоном, сыном Альфреда Теннисона. 19 апреля 1862 года в письме сестре Льюис Кэрролл пишет:

«…Кроме того, я заключил сделку с Лайонелом, что он должен был дать мне несколько своих стихов, а я должен был послать ему некоторые из моих. Было очень трудно договориться об этом. Я почти отчаялся, так как он поставил очень много условий. Первое из них — я должен был играть в шахматы с ним, оно с большим трудом было сокращено до 12 ходов с каждой стороны, но это не помогло, когда я поставил ему мат на 6-м ходу…»— Упоминания шахмат в дневниках Кэрролла. Чарльз Доджсон и шахматы
.
10 августа 1866 года Кэрролл записал в дневнике, что потратил много дней, наблюдая за ходом крупного шахматного турнира. 3 сентября 1866 года Кэрролл упомянул, что он приобрёл 250 листов с шаблонами для записи шахматных партий (сохранилось даже указание на цену, которую он при этом заплатил). Он утверждал, что ему нравились консультационные игры больше, чем обычная игра в шахматы один на один. 24 декабря 1866 года он сделал запись, что играл в шахматы с одним из спутников во время ожидания поезда на протяжении целого часа. Два упоминания об игре в шахматы содержатся в «Дневнике путешествия в Россию в 1867 году». В июле 1867 года он писал, что сыграл в шахматы с попутчиком в поезде из Кёнигсберга до Санкт-Петербурга. Один из владельцев фирмы «Мюр и Мюрилиз» — шотландец Эндрю Мюр — оказался для Кэрролла приятным попутчиком; писатель сыграл с ним три партии в шахматы, которые, против своего обыкновения, не записал, о чём не слишком жалел, так как все три партии были им проиграны. Это событие, как предполагают некоторые исследователи его творчества, определило некоторые шахматные темы в написанном позже «Зазеркалье». В августе 1867 года он записал в дневнике, что играл в шахматы с неким Р. М. Хантом из Нью-Йорка во время путешествия из Санкт-Петербурга в Варшаву. В этом эпизоде Кэрролл упоминает дорожные шахматы собственного изобретения, которые использовались для игры.
Существуют серьёзные сомнения, что Льюис Кэрролл когда-либо играл в официальном турнире. Майк Фокс и Ричард Джеймс утверждают, что Льюис Кэрролл решал шахматные задачи, как лекарство от бессонницы, но это утверждение может быть основано на ошибочном понимании некоторых отрывков из книги Кэрролла «Полуночные задачи». Эта книга содержит серию математических задач, которые Кэрролл решал по ночам, часто в уме без ручки и бумаги.

## Шахматы на фотографиях писателя
Кэрроллу принадлежат несколько фотографий, изображающих его современников, играющих в шахматы. Часть этих фотографий значится в реестре Роджера Тейлора и Эдуарда Уэйклинга, которые внесли в него все известные им фотографии, атрибутируемые Чарльзу Лютвиджу Доджсону, в первую очередь — из Библиотеки Принстонского университета.
Фотография № 442 в реестре Эдуарда Уэйклинга запечатлела сестёр Смит летом 1859 года (англ. «Smith Sisters, Summer 1859»). Размер фотографии 13,7 на 16,1 сантиметра. Сёстры Фанни, Мэри, Джоан и Энн Смит (запечатлены на снимке именно в этом порядке — слева направо) изображены играющими в шахматы в саду Dinsdale Rectory в Йоркшире. Девочки расположились в тени невысоких деревьев и кустарника прямо на траве. Шахматная доска находится на низком столике. Рядом с ними на раскладном стуле спит кошка. Эта фотография находится в коллекции Библиотеки Принстонского университета (Альбом A I: 43). Положение на доске, как представляется специалистам, взято из подлинной партии, при этом мастерство играющих подвергается серьёзному сомнению. Например, чёрный конь находится на краю доски (новичок считает, что он там менее уязвим для атак со всех сторон, но профессионал понимает, что конь в таком положении атакует и защищает меньше клеток). Сёстры, вероятно, позировали для фотосъёмки, а не были сфотографированы в процессе реальной игры в шахматы. Фанни изображена играющей белыми фигурами, но ни одна из трёх других сестер не может в своём положении на данной фотографии играть за чёрных. Предполагается, что партия могла быть разыграна сёстрами, чтобы скоротать время после обеда.
|   | a | b | c | d | e | f | g | h |   |
| - | --- | --- | --- | --- | --- | --- | --- | --- | - |
| 8 | e8 чёрный король · d7 чёрный ферзь · h7 чёрная ладья · a6 чёрная ладья · f6 чёрная пешка · h5 чёрная пешка · b4 белый слон · e4 белый конь · c3 белая пешка · g3 белая пешка · d2 белый ферзь · e1 белый король · h1 белая ладья | e8 чёрный король · d7 чёрный ферзь · h7 чёрная ладья · a6 чёрная ладья · f6 чёрная пешка · h5 чёрная пешка · b4 белый слон · e4 белый конь · c3 белая пешка · g3 белая пешка · d2 белый ферзь · e1 белый король · h1 белая ладья | e8 чёрный король · d7 чёрный ферзь · h7 чёрная ладья · a6 чёрная ладья · f6 чёрная пешка · h5 чёрная пешка · b4 белый слон · e4 белый конь · c3 белая пешка · g3 белая пешка · d2 белый ферзь · e1 белый король · h1 белая ладья | e8 чёрный король · d7 чёрный ферзь · h7 чёрная ладья · a6 чёрная ладья · f6 чёрная пешка · h5 чёрная пешка · b4 белый слон · e4 белый конь · c3 белая пешка · g3 белая пешка · d2 белый ферзь · e1 белый король · h1 белая ладья | e8 чёрный король · d7 чёрный ферзь · h7 чёрная ладья · a6 чёрная ладья · f6 чёрная пешка · h5 чёрная пешка · b4 белый слон · e4 белый конь · c3 белая пешка · g3 белая пешка · d2 белый ферзь · e1 белый король · h1 белая ладья | e8 чёрный король · d7 чёрный ферзь · h7 чёрная ладья · a6 чёрная ладья · f6 чёрная пешка · h5 чёрная пешка · b4 белый слон · e4 белый конь · c3 белая пешка · g3 белая пешка · d2 белый ферзь · e1 белый король · h1 белая ладья | e8 чёрный король · d7 чёрный ферзь · h7 чёрная ладья · a6 чёрная ладья · f6 чёрная пешка · h5 чёрная пешка · b4 белый слон · e4 белый конь · c3 белая пешка · g3 белая пешка · d2 белый ферзь · e1 белый король · h1 белая ладья | e8 чёрный король · d7 чёрный ферзь · h7 чёрная ладья · a6 чёрная ладья · f6 чёрная пешка · h5 чёрная пешка · b4 белый слон · e4 белый конь · c3 белая пешка · g3 белая пешка · d2 белый ферзь · e1 белый король · h1 белая ладья | 8 |
| 7 | e8 чёрный король · d7 чёрный ферзь · h7 чёрная ладья · a6 чёрная ладья · f6 чёрная пешка · h5 чёрная пешка · b4 белый слон · e4 белый конь · c3 белая пешка · g3 белая пешка · d2 белый ферзь · e1 белый король · h1 белая ладья | e8 чёрный король · d7 чёрный ферзь · h7 чёрная ладья · a6 чёрная ладья · f6 чёрная пешка · h5 чёрная пешка · b4 белый слон · e4 белый конь · c3 белая пешка · g3 белая пешка · d2 белый ферзь · e1 белый король · h1 белая ладья | e8 чёрный король · d7 чёрный ферзь · h7 чёрная ладья · a6 чёрная ладья · f6 чёрная пешка · h5 чёрная пешка · b4 белый слон · e4 белый конь · c3 белая пешка · g3 белая пешка · d2 белый ферзь · e1 белый король · h1 белая ладья | e8 чёрный король · d7 чёрный ферзь · h7 чёрная ладья · a6 чёрная ладья · f6 чёрная пешка · h5 чёрная пешка · b4 белый слон · e4 белый конь · c3 белая пешка · g3 белая пешка · d2 белый ферзь · e1 белый король · h1 белая ладья | e8 чёрный король · d7 чёрный ферзь · h7 чёрная ладья · a6 чёрная ладья · f6 чёрная пешка · h5 чёрная пешка · b4 белый слон · e4 белый конь · c3 белая пешка · g3 белая пешка · d2 белый ферзь · e1 белый король · h1 белая ладья | e8 чёрный король · d7 чёрный ферзь · h7 чёрная ладья · a6 чёрная ладья · f6 чёрная пешка · h5 чёрная пешка · b4 белый слон · e4 белый конь · c3 белая пешка · g3 белая пешка · d2 белый ферзь · e1 белый король · h1 белая ладья | e8 чёрный король · d7 чёрный ферзь · h7 чёрная ладья · a6 чёрная ладья · f6 чёрная пешка · h5 чёрная пешка · b4 белый слон · e4 белый конь · c3 белая пешка · g3 белая пешка · d2 белый ферзь · e1 белый король · h1 белая ладья | e8 чёрный король · d7 чёрный ферзь · h7 чёрная ладья · a6 чёрная ладья · f6 чёрная пешка · h5 чёрная пешка · b4 белый слон · e4 белый конь · c3 белая пешка · g3 белая пешка · d2 белый ферзь · e1 белый король · h1 белая ладья | 7 |
| 6 | e8 чёрный король · d7 чёрный ферзь · h7 чёрная ладья · a6 чёрная ладья · f6 чёрная пешка · h5 чёрная пешка · b4 белый слон · e4 белый конь · c3 белая пешка · g3 белая пешка · d2 белый ферзь · e1 белый король · h1 белая ладья | e8 чёрный король · d7 чёрный ферзь · h7 чёрная ладья · a6 чёрная ладья · f6 чёрная пешка · h5 чёрная пешка · b4 белый слон · e4 белый конь · c3 белая пешка · g3 белая пешка · d2 белый ферзь · e1 белый король · h1 белая ладья | e8 чёрный король · d7 чёрный ферзь · h7 чёрная ладья · a6 чёрная ладья · f6 чёрная пешка · h5 чёрная пешка · b4 белый слон · e4 белый конь · c3 белая пешка · g3 белая пешка · d2 белый ферзь · e1 белый король · h1 белая ладья | e8 чёрный король · d7 чёрный ферзь · h7 чёрная ладья · a6 чёрная ладья · f6 чёрная пешка · h5 чёрная пешка · b4 белый слон · e4 белый конь · c3 белая пешка · g3 белая пешка · d2 белый ферзь · e1 белый король · h1 белая ладья | e8 чёрный король · d7 чёрный ферзь · h7 чёрная ладья · a6 чёрная ладья · f6 чёрная пешка · h5 чёрная пешка · b4 белый слон · e4 белый конь · c3 белая пешка · g3 белая пешка · d2 белый ферзь · e1 белый король · h1 белая ладья | e8 чёрный король · d7 чёрный ферзь · h7 чёрная ладья · a6 чёрная ладья · f6 чёрная пешка · h5 чёрная пешка · b4 белый слон · e4 белый конь · c3 белая пешка · g3 белая пешка · d2 белый ферзь · e1 белый король · h1 белая ладья | e8 чёрный король · d7 чёрный ферзь · h7 чёрная ладья · a6 чёрная ладья · f6 чёрная пешка · h5 чёрная пешка · b4 белый слон · e4 белый конь · c3 белая пешка · g3 белая пешка · d2 белый ферзь · e1 белый король · h1 белая ладья | e8 чёрный король · d7 чёрный ферзь · h7 чёрная ладья · a6 чёрная ладья · f6 чёрная пешка · h5 чёрная пешка · b4 белый слон · e4 белый конь · c3 белая пешка · g3 белая пешка · d2 белый ферзь · e1 белый король · h1 белая ладья | 6 |
| 5 | e8 чёрный король · d7 чёрный ферзь · h7 чёрная ладья · a6 чёрная ладья · f6 чёрная пешка · h5 чёрная пешка · b4 белый слон · e4 белый конь · c3 белая пешка · g3 белая пешка · d2 белый ферзь · e1 белый король · h1 белая ладья | e8 чёрный король · d7 чёрный ферзь · h7 чёрная ладья · a6 чёрная ладья · f6 чёрная пешка · h5 чёрная пешка · b4 белый слон · e4 белый конь · c3 белая пешка · g3 белая пешка · d2 белый ферзь · e1 белый король · h1 белая ладья | e8 чёрный король · d7 чёрный ферзь · h7 чёрная ладья · a6 чёрная ладья · f6 чёрная пешка · h5 чёрная пешка · b4 белый слон · e4 белый конь · c3 белая пешка · g3 белая пешка · d2 белый ферзь · e1 белый король · h1 белая ладья | e8 чёрный король · d7 чёрный ферзь · h7 чёрная ладья · a6 чёрная ладья · f6 чёрная пешка · h5 чёрная пешка · b4 белый слон · e4 белый конь · c3 белая пешка · g3 белая пешка · d2 белый ферзь · e1 белый король · h1 белая ладья | e8 чёрный король · d7 чёрный ферзь · h7 чёрная ладья · a6 чёрная ладья · f6 чёрная пешка · h5 чёрная пешка · b4 белый слон · e4 белый конь · c3 белая пешка · g3 белая пешка · d2 белый ферзь · e1 белый король · h1 белая ладья | e8 чёрный король · d7 чёрный ферзь · h7 чёрная ладья · a6 чёрная ладья · f6 чёрная пешка · h5 чёрная пешка · b4 белый слон · e4 белый конь · c3 белая пешка · g3 белая пешка · d2 белый ферзь · e1 белый король · h1 белая ладья | e8 чёрный король · d7 чёрный ферзь · h7 чёрная ладья · a6 чёрная ладья · f6 чёрная пешка · h5 чёрная пешка · b4 белый слон · e4 белый конь · c3 белая пешка · g3 белая пешка · d2 белый ферзь · e1 белый король · h1 белая ладья | e8 чёрный король · d7 чёрный ферзь · h7 чёрная ладья · a6 чёрная ладья · f6 чёрная пешка · h5 чёрная пешка · b4 белый слон · e4 белый конь · c3 белая пешка · g3 белая пешка · d2 белый ферзь · e1 белый король · h1 белая ладья | 5 |
| 4 | e8 чёрный король · d7 чёрный ферзь · h7 чёрная ладья · a6 чёрная ладья · f6 чёрная пешка · h5 чёрная пешка · b4 белый слон · e4 белый конь · c3 белая пешка · g3 белая пешка · d2 белый ферзь · e1 белый король · h1 белая ладья | e8 чёрный король · d7 чёрный ферзь · h7 чёрная ладья · a6 чёрная ладья · f6 чёрная пешка · h5 чёрная пешка · b4 белый слон · e4 белый конь · c3 белая пешка · g3 белая пешка · d2 белый ферзь · e1 белый король · h1 белая ладья | e8 чёрный король · d7 чёрный ферзь · h7 чёрная ладья · a6 чёрная ладья · f6 чёрная пешка · h5 чёрная пешка · b4 белый слон · e4 белый конь · c3 белая пешка · g3 белая пешка · d2 белый ферзь · e1 белый король · h1 белая ладья | e8 чёрный король · d7 чёрный ферзь · h7 чёрная ладья · a6 чёрная ладья · f6 чёрная пешка · h5 чёрная пешка · b4 белый слон · e4 белый конь · c3 белая пешка · g3 белая пешка · d2 белый ферзь · e1 белый король · h1 белая ладья | e8 чёрный король · d7 чёрный ферзь · h7 чёрная ладья · a6 чёрная ладья · f6 чёрная пешка · h5 чёрная пешка · b4 белый слон · e4 белый конь · c3 белая пешка · g3 белая пешка · d2 белый ферзь · e1 белый король · h1 белая ладья | e8 чёрный король · d7 чёрный ферзь · h7 чёрная ладья · a6 чёрная ладья · f6 чёрная пешка · h5 чёрная пешка · b4 белый слон · e4 белый конь · c3 белая пешка · g3 белая пешка · d2 белый ферзь · e1 белый король · h1 белая ладья | e8 чёрный король · d7 чёрный ферзь · h7 чёрная ладья · a6 чёрная ладья · f6 чёрная пешка · h5 чёрная пешка · b4 белый слон · e4 белый конь · c3 белая пешка · g3 белая пешка · d2 белый ферзь · e1 белый король · h1 белая ладья | e8 чёрный король · d7 чёрный ферзь · h7 чёрная ладья · a6 чёрная ладья · f6 чёрная пешка · h5 чёрная пешка · b4 белый слон · e4 белый конь · c3 белая пешка · g3 белая пешка · d2 белый ферзь · e1 белый король · h1 белая ладья | 4 |
| 3 | e8 чёрный король · d7 чёрный ферзь · h7 чёрная ладья · a6 чёрная ладья · f6 чёрная пешка · h5 чёрная пешка · b4 белый слон · e4 белый конь · c3 белая пешка · g3 белая пешка · d2 белый ферзь · e1 белый король · h1 белая ладья | e8 чёрный король · d7 чёрный ферзь · h7 чёрная ладья · a6 чёрная ладья · f6 чёрная пешка · h5 чёрная пешка · b4 белый слон · e4 белый конь · c3 белая пешка · g3 белая пешка · d2 белый ферзь · e1 белый король · h1 белая ладья | e8 чёрный король · d7 чёрный ферзь · h7 чёрная ладья · a6 чёрная ладья · f6 чёрная пешка · h5 чёрная пешка · b4 белый слон · e4 белый конь · c3 белая пешка · g3 белая пешка · d2 белый ферзь · e1 белый король · h1 белая ладья | e8 чёрный король · d7 чёрный ферзь · h7 чёрная ладья · a6 чёрная ладья · f6 чёрная пешка · h5 чёрная пешка · b4 белый слон · e4 белый конь · c3 белая пешка · g3 белая пешка · d2 белый ферзь · e1 белый король · h1 белая ладья | e8 чёрный король · d7 чёрный ферзь · h7 чёрная ладья · a6 чёрная ладья · f6 чёрная пешка · h5 чёрная пешка · b4 белый слон · e4 белый конь · c3 белая пешка · g3 белая пешка · d2 белый ферзь · e1 белый король · h1 белая ладья | e8 чёрный король · d7 чёрный ферзь · h7 чёрная ладья · a6 чёрная ладья · f6 чёрная пешка · h5 чёрная пешка · b4 белый слон · e4 белый конь · c3 белая пешка · g3 белая пешка · d2 белый ферзь · e1 белый король · h1 белая ладья | e8 чёрный король · d7 чёрный ферзь · h7 чёрная ладья · a6 чёрная ладья · f6 чёрная пешка · h5 чёрная пешка · b4 белый слон · e4 белый конь · c3 белая пешка · g3 белая пешка · d2 белый ферзь · e1 белый король · h1 белая ладья | e8 чёрный король · d7 чёрный ферзь · h7 чёрная ладья · a6 чёрная ладья · f6 чёрная пешка · h5 чёрная пешка · b4 белый слон · e4 белый конь · c3 белая пешка · g3 белая пешка · d2 белый ферзь · e1 белый король · h1 белая ладья | 3 |
| 2 | e8 чёрный король · d7 чёрный ферзь · h7 чёрная ладья · a6 чёрная ладья · f6 чёрная пешка · h5 чёрная пешка · b4 белый слон · e4 белый конь · c3 белая пешка · g3 белая пешка · d2 белый ферзь · e1 белый король · h1 белая ладья | e8 чёрный король · d7 чёрный ферзь · h7 чёрная ладья · a6 чёрная ладья · f6 чёрная пешка · h5 чёрная пешка · b4 белый слон · e4 белый конь · c3 белая пешка · g3 белая пешка · d2 белый ферзь · e1 белый король · h1 белая ладья | e8 чёрный король · d7 чёрный ферзь · h7 чёрная ладья · a6 чёрная ладья · f6 чёрная пешка · h5 чёрная пешка · b4 белый слон · e4 белый конь · c3 белая пешка · g3 белая пешка · d2 белый ферзь · e1 белый король · h1 белая ладья | e8 чёрный король · d7 чёрный ферзь · h7 чёрная ладья · a6 чёрная ладья · f6 чёрная пешка · h5 чёрная пешка · b4 белый слон · e4 белый конь · c3 белая пешка · g3 белая пешка · d2 белый ферзь · e1 белый король · h1 белая ладья | e8 чёрный король · d7 чёрный ферзь · h7 чёрная ладья · a6 чёрная ладья · f6 чёрная пешка · h5 чёрная пешка · b4 белый слон · e4 белый конь · c3 белая пешка · g3 белая пешка · d2 белый ферзь · e1 белый король · h1 белая ладья | e8 чёрный король · d7 чёрный ферзь · h7 чёрная ладья · a6 чёрная ладья · f6 чёрная пешка · h5 чёрная пешка · b4 белый слон · e4 белый конь · c3 белая пешка · g3 белая пешка · d2 белый ферзь · e1 белый король · h1 белая ладья | e8 чёрный король · d7 чёрный ферзь · h7 чёрная ладья · a6 чёрная ладья · f6 чёрная пешка · h5 чёрная пешка · b4 белый слон · e4 белый конь · c3 белая пешка · g3 белая пешка · d2 белый ферзь · e1 белый король · h1 белая ладья | e8 чёрный король · d7 чёрный ферзь · h7 чёрная ладья · a6 чёрная ладья · f6 чёрная пешка · h5 чёрная пешка · b4 белый слон · e4 белый конь · c3 белая пешка · g3 белая пешка · d2 белый ферзь · e1 белый король · h1 белая ладья | 2 |
| 1 | e8 чёрный король · d7 чёрный ферзь · h7 чёрная ладья · a6 чёрная ладья · f6 чёрная пешка · h5 чёрная пешка · b4 белый слон · e4 белый конь · c3 белая пешка · g3 белая пешка · d2 белый ферзь · e1 белый король · h1 белая ладья | e8 чёрный король · d7 чёрный ферзь · h7 чёрная ладья · a6 чёрная ладья · f6 чёрная пешка · h5 чёрная пешка · b4 белый слон · e4 белый конь · c3 белая пешка · g3 белая пешка · d2 белый ферзь · e1 белый король · h1 белая ладья | e8 чёрный король · d7 чёрный ферзь · h7 чёрная ладья · a6 чёрная ладья · f6 чёрная пешка · h5 чёрная пешка · b4 белый слон · e4 белый конь · c3 белая пешка · g3 белая пешка · d2 белый ферзь · e1 белый король · h1 белая ладья | e8 чёрный король · d7 чёрный ферзь · h7 чёрная ладья · a6 чёрная ладья · f6 чёрная пешка · h5 чёрная пешка · b4 белый слон · e4 белый конь · c3 белая пешка · g3 белая пешка · d2 белый ферзь · e1 белый король · h1 белая ладья | e8 чёрный король · d7 чёрный ферзь · h7 чёрная ладья · a6 чёрная ладья · f6 чёрная пешка · h5 чёрная пешка · b4 белый слон · e4 белый конь · c3 белая пешка · g3 белая пешка · d2 белый ферзь · e1 белый король · h1 белая ладья | e8 чёрный король · d7 чёрный ферзь · h7 чёрная ладья · a6 чёрная ладья · f6 чёрная пешка · h5 чёрная пешка · b4 белый слон · e4 белый конь · c3 белая пешка · g3 белая пешка · d2 белый ферзь · e1 белый король · h1 белая ладья | e8 чёрный король · d7 чёрный ферзь · h7 чёрная ладья · a6 чёрная ладья · f6 чёрная пешка · h5 чёрная пешка · b4 белый слон · e4 белый конь · c3 белая пешка · g3 белая пешка · d2 белый ферзь · e1 белый король · h1 белая ладья | e8 чёрный король · d7 чёрный ферзь · h7 чёрная ладья · a6 чёрная ладья · f6 чёрная пешка · h5 чёрная пешка · b4 белый слон · e4 белый конь · c3 белая пешка · g3 белая пешка · d2 белый ферзь · e1 белый король · h1 белая ладья | 1 |
|   | a | b | c | d | e | f | g | h |   |

Фотография № 440 в реестре Эдуарда Уэйклинга «Две тётушки Кэрролла, Маргарет Энн и Генриетта Мэри Лютвидж, играют в шахматы» (англ. «Two of Lewis Carroll's aunts, Margaret Anne and Henrietta Mary Lutwidge, playing chess»). На фотографии присутствуют Маргарет Энн и Генриетта Мэри Лютвидж, снимок сделан летом 1859 года. Размер фотографии из Исследовательского центра Гарри Рэнсома — 13,9 на 16,7 сантиметра (инвентарный номер — 964:0001:0031). Две тётушки Кэрролла по матери предстают в чепцах и старинных нарядах, они играют в шахматы, напряжённо и заинтересованно изучая шахматную доску. Позитив этого изображения есть в коллекции Национального музея фотографии, кино и телевидения в Брадфорде, ещё один позитив находится в Исследовательском центре Гарри Рэнсома в Университете штата Техас в Остине. Второй из этих позитивов, как представляется исследователям, был подкрашен (можно сравнить браслет на правом запястье Генриетты и декоративные бусы на левой стороне стола в обеих картинах). Положение на шахматной доске на этой фотографии может быть легко реконструировано. Чёрные приготовились сделать ход ферзём с поля d7, на котором он находится. Шахматная доска на снимке больше, чем столешница, на которой она покоится.
Фотография № 1131 в реестре Эдуарда Уэйклинга «Миссис Россетти играет в шахматы с Д. Г. Россетти: Кристина и Мария Франческа, октябрь 1863» (англ. «Mrs. Rossetti playing chess with D.G. Rossetti: Christina, and Maria Francesca, Оctober 1863»). Размер фотографии из Исследовательского центра Гарри Рэнсома — 18,8 на 23,8 сантиметра (инвентарный номер — 964:0001:0039). Фотография запечатлела семью Данте Габриэля Россетти 7 октября 1863 года, играющую в шахматы на лоне природы. Присутствуют на фотографии:
- поэт и художник Данте Габриэль Россетти и его мать Фрэнсис Мэри Лавиния Полидори, позднее по мужу — Россетти. Они играют в шахматы. Фрэнсис была дочерью итальянского эмигранта Гаэтано Полидори[англ.] и сестрой Джона Полидори, автора рассказа «Вампир» и личного врача лорда Байрона[9][10].
- Его сёстры: Кристина Джорджина Россетти (1830—1894, английская поэтесса, известность ей принесла поэма «Базар гоблинов», в её честь назван кратер Россетти на Венере) и Мария Франческа Россетти (1827—1876, английская писательница, она была возлюбленной Джона Рёскина, их отношения начались, когда ей было 28 лет, уже после аннулирования брака Рёскина; она была глубоко религиозной англиканкой, опубликовала пособие по изучению «Божественной комедии» Данте Алигьери, данная фотография — один из немногих её снимков), которые смотрят на их игру[9].

Россетти держит шляпу в левой руке, а правой перемещает фигуру на доске. Платья его сестёр — длинные и объёмные, они стелются по земле в усыпанном листвой саду. Кристина Россетти позже писал Доджсону, что просит у него три позитива этой фотографии. Позже, уже после смерти поэта и художника, на основе этой фотографии была создана гравюра.
Другая фотография, вероятно, снятая в то же время, — «Семейство Россетти» (англ. «The Rossetti Family, Оctober 1863»). На фото Льюиса Кэрролла присутствуют Мария Франческа, Фрэнсис Полидори, Данте Габриэль, Кристина Джорджина, а также в отличие от предыдущей фотографии
- Уильям Майкл Россетти (1829—1919, художественный критик и писатель, один из первых членов Братства прерафаэлитов, он женился на Люси Мэдокс Браун, художнице и дочери художника Форда Мэдокса Брауна)[12].

Фрэнсис Полидори играет на снимке в шахматы со своей старшей дочерью. Эта фотография была повреждена брызгами едкого вещества; брызги оказались в том числе на лице Россетти. Кристина Джорджина от имени семьи просила у Кэрролла предоставить ей двенадцать позитивов этой фотографии.
Фотография «Шахматисты» (англ. «Chess-Players, August 1866») сделана в августе 1866 года. Эта фотография была размещена в Альбоме P 3 из коллекции Морриса Л. Пэрриша в Принстонском университете. Размер её — 8,5 на 13 сантиметров. Предполагается, что снимок запечатлел тридцать участников и гостей Шахматного конгресса (англ. Redcar chess congress), на котором Льюис Кэрролл присутствовал 10 августа 1866 года. Большинство из персонажей снимка так и не были определены, но Сесил де Вер, победитель турнира, проходившего в рамках конгресса, легко бросается в глаза (высокий молодой человек, немного сместившийся из центра снимка влево, стоящий со сложенными на груди руками). Ближе к центру от него в переднем ряду сидит, держа в руке цилиндр, Говард Стаунтон. Предполагают, что можно с некоторой долей вероятности определить на фото также двух шахматных композиторов — Уолтера Гримшоу и Генри Эдвина Кидсона (англ. Henry Edwin Kidson).
На аукционе Кристис также значилась фотография Льюиса Кэрролла «Игроки в шахматы» (англ. «The Chess Players», снимок был сделан около 1863 года) в качестве лота 41 10 мая 2002 года, но дети, запечатлённые на снимке (Грэйс и Артур Денман), играют не в шахматы, а в шашки.

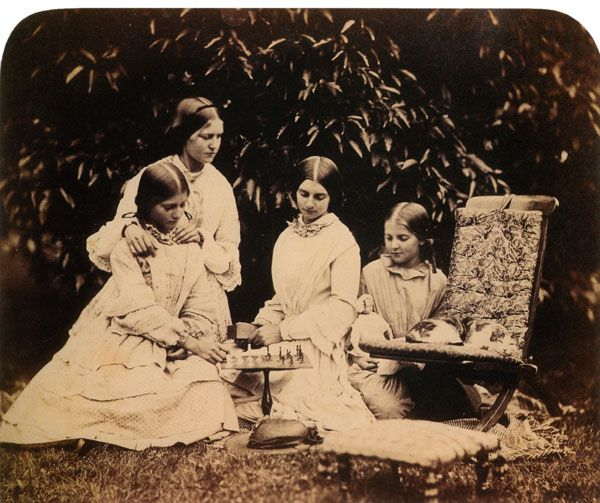
Льюис Кэрролл. Сёстры Смит, лето 1859
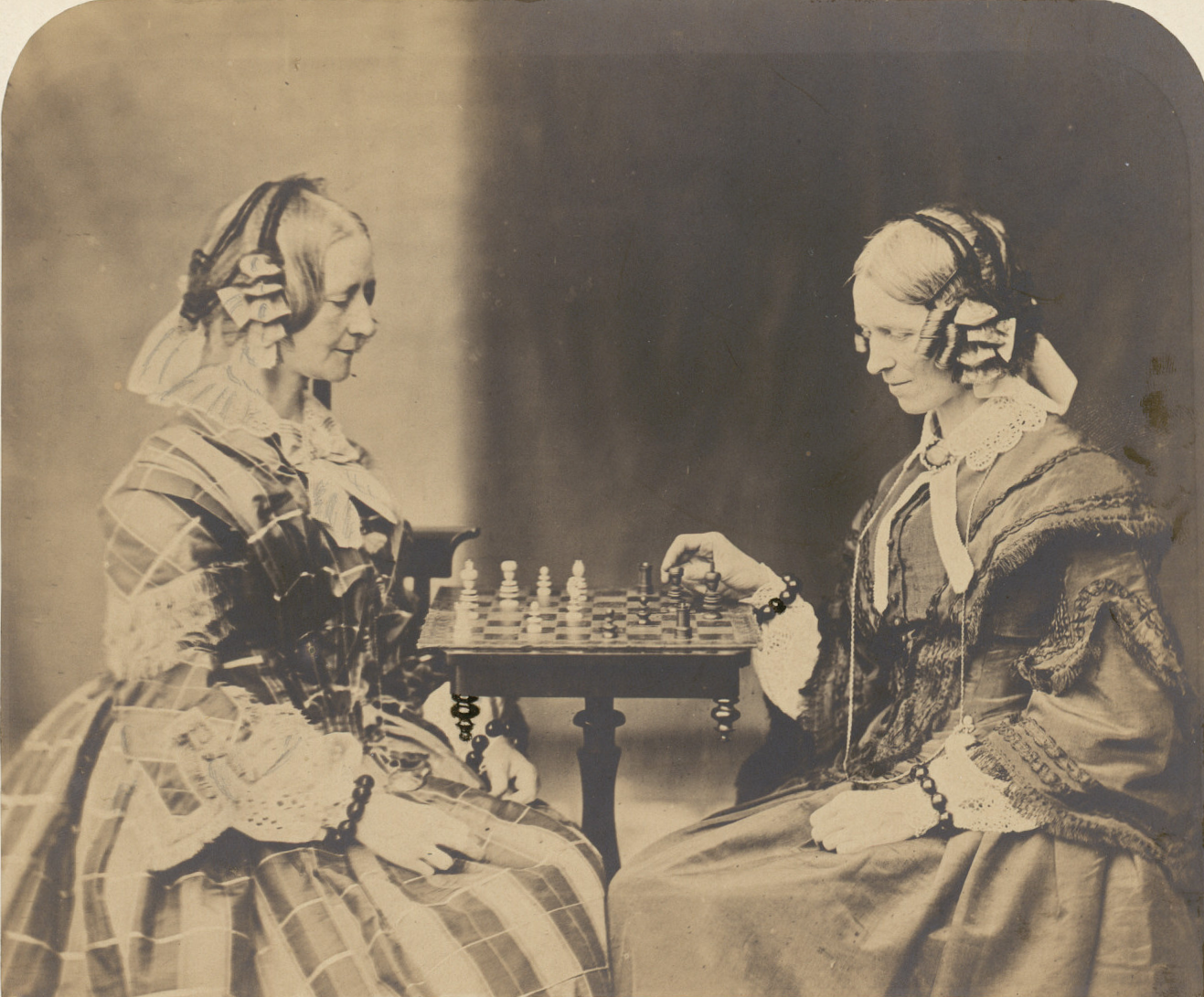
Льюис Кэрролл. Две тётушки Кэрролла, Маргарет Энн и Генриетта Мэри Лютвидж, играют в шахматы, лето 1859
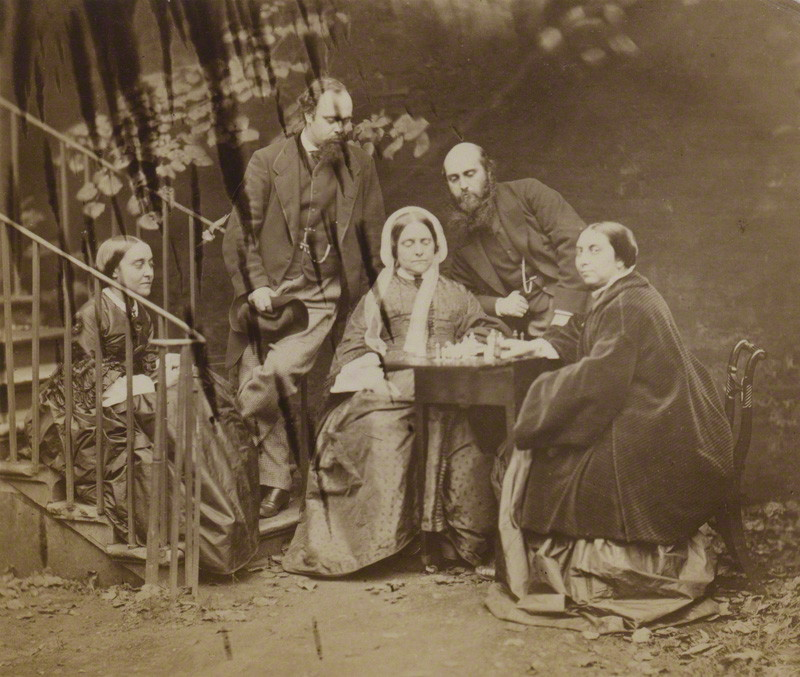
Льюис Кэрролл. Семейство Россетти, октябрь 1863
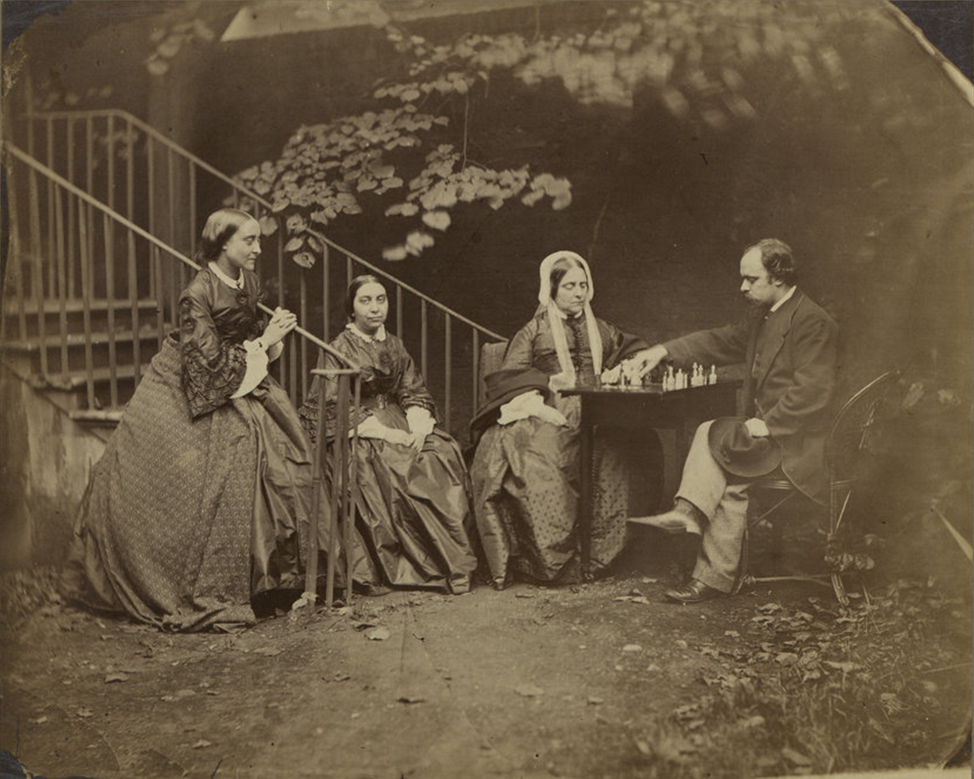
Льюис Кэрролл. Миссис Россетти играет в шахматы с Д. Г. Россетти: Кристина и Мария Франческа, октябрь 1863
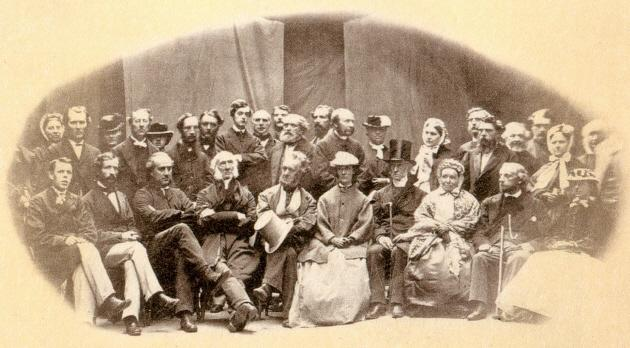
Льюис Кэрролл. Шахматисты, август 1866
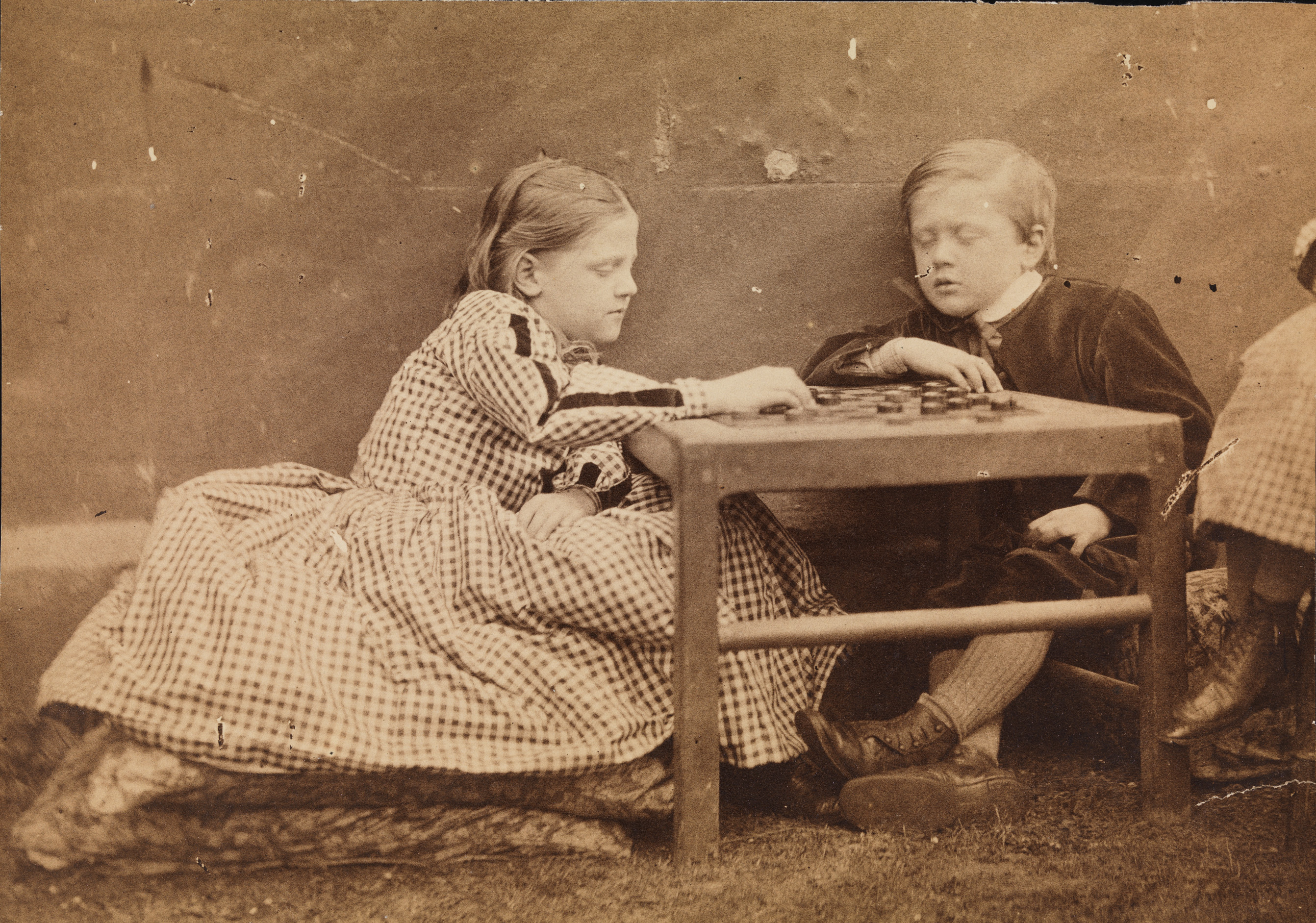
Льюис Кэрролл. Дети Шарлотты Эдит Денман, Артур и Грэйс, играют в шашки

## Шахматы в книге «Алиса в Зазеркалье»
В композиции сказок про Алису различные виды игр (игральные карты, шахматы, крокет) имеют весьма большое значение. В 1865 году Льюис Кэрролл опубликовал «Приключения Алисы в Стране чудес». В ней не было упомянуто ни разу о шахматах, центральное место в сюжете заняли карты.
По мнению литературоведа Нины Демуровой, две основные темы второй сказки об Алисе — «Алиса в Зазеркалье» (англ. «Through the Looking-Glass, and What Alice Found There», «Сквозь зеркало, и Что там нашла Алиса»): зеркало и шахматы. Пространство и время в Зазеркалье организованы по принципам шахмат, сна и зеркального отражения. Эти три хронотопа соотнесены друг с другом — ведущим является сон, а зеркальный и шахматный хронотопы дискретны и подчинены сну. Все три хронотопа сосуществуют, по очереди уступая друг другу место в сюжете.

### Шахматная партия как способ организации сюжета книги
|   | a | b | c | d | e | f | g | h |   |
| - | --- | --- | --- | --- | --- | --- | --- | --- | - |
| 8 | g8 чёрный конь · c6 белый король · f5 белый конь · e4 чёрный король · d2 белая пешка · e2 чёрный ферзь · c1 белый ферзь · f1 белая ладья | g8 чёрный конь · c6 белый король · f5 белый конь · e4 чёрный король · d2 белая пешка · e2 чёрный ферзь · c1 белый ферзь · f1 белая ладья | g8 чёрный конь · c6 белый король · f5 белый конь · e4 чёрный король · d2 белая пешка · e2 чёрный ферзь · c1 белый ферзь · f1 белая ладья | g8 чёрный конь · c6 белый король · f5 белый конь · e4 чёрный король · d2 белая пешка · e2 чёрный ферзь · c1 белый ферзь · f1 белая ладья | g8 чёрный конь · c6 белый король · f5 белый конь · e4 чёрный король · d2 белая пешка · e2 чёрный ферзь · c1 белый ферзь · f1 белая ладья | g8 чёрный конь · c6 белый король · f5 белый конь · e4 чёрный король · d2 белая пешка · e2 чёрный ферзь · c1 белый ферзь · f1 белая ладья | g8 чёрный конь · c6 белый король · f5 белый конь · e4 чёрный король · d2 белая пешка · e2 чёрный ферзь · c1 белый ферзь · f1 белая ладья | g8 чёрный конь · c6 белый король · f5 белый конь · e4 чёрный король · d2 белая пешка · e2 чёрный ферзь · c1 белый ферзь · f1 белая ладья | 8 |
| 7 | g8 чёрный конь · c6 белый король · f5 белый конь · e4 чёрный король · d2 белая пешка · e2 чёрный ферзь · c1 белый ферзь · f1 белая ладья | g8 чёрный конь · c6 белый король · f5 белый конь · e4 чёрный король · d2 белая пешка · e2 чёрный ферзь · c1 белый ферзь · f1 белая ладья | g8 чёрный конь · c6 белый король · f5 белый конь · e4 чёрный король · d2 белая пешка · e2 чёрный ферзь · c1 белый ферзь · f1 белая ладья | g8 чёрный конь · c6 белый король · f5 белый конь · e4 чёрный король · d2 белая пешка · e2 чёрный ферзь · c1 белый ферзь · f1 белая ладья | g8 чёрный конь · c6 белый король · f5 белый конь · e4 чёрный король · d2 белая пешка · e2 чёрный ферзь · c1 белый ферзь · f1 белая ладья | g8 чёрный конь · c6 белый король · f5 белый конь · e4 чёрный король · d2 белая пешка · e2 чёрный ферзь · c1 белый ферзь · f1 белая ладья | g8 чёрный конь · c6 белый король · f5 белый конь · e4 чёрный король · d2 белая пешка · e2 чёрный ферзь · c1 белый ферзь · f1 белая ладья | g8 чёрный конь · c6 белый король · f5 белый конь · e4 чёрный король · d2 белая пешка · e2 чёрный ферзь · c1 белый ферзь · f1 белая ладья | 7 |
| 6 | g8 чёрный конь · c6 белый король · f5 белый конь · e4 чёрный король · d2 белая пешка · e2 чёрный ферзь · c1 белый ферзь · f1 белая ладья | g8 чёрный конь · c6 белый король · f5 белый конь · e4 чёрный король · d2 белая пешка · e2 чёрный ферзь · c1 белый ферзь · f1 белая ладья | g8 чёрный конь · c6 белый король · f5 белый конь · e4 чёрный король · d2 белая пешка · e2 чёрный ферзь · c1 белый ферзь · f1 белая ладья | g8 чёрный конь · c6 белый король · f5 белый конь · e4 чёрный король · d2 белая пешка · e2 чёрный ферзь · c1 белый ферзь · f1 белая ладья | g8 чёрный конь · c6 белый король · f5 белый конь · e4 чёрный король · d2 белая пешка · e2 чёрный ферзь · c1 белый ферзь · f1 белая ладья | g8 чёрный конь · c6 белый король · f5 белый конь · e4 чёрный король · d2 белая пешка · e2 чёрный ферзь · c1 белый ферзь · f1 белая ладья | g8 чёрный конь · c6 белый король · f5 белый конь · e4 чёрный король · d2 белая пешка · e2 чёрный ферзь · c1 белый ферзь · f1 белая ладья | g8 чёрный конь · c6 белый король · f5 белый конь · e4 чёрный король · d2 белая пешка · e2 чёрный ферзь · c1 белый ферзь · f1 белая ладья | 6 |
| 5 | g8 чёрный конь · c6 белый король · f5 белый конь · e4 чёрный король · d2 белая пешка · e2 чёрный ферзь · c1 белый ферзь · f1 белая ладья | g8 чёрный конь · c6 белый король · f5 белый конь · e4 чёрный король · d2 белая пешка · e2 чёрный ферзь · c1 белый ферзь · f1 белая ладья | g8 чёрный конь · c6 белый король · f5 белый конь · e4 чёрный король · d2 белая пешка · e2 чёрный ферзь · c1 белый ферзь · f1 белая ладья | g8 чёрный конь · c6 белый король · f5 белый конь · e4 чёрный король · d2 белая пешка · e2 чёрный ферзь · c1 белый ферзь · f1 белая ладья | g8 чёрный конь · c6 белый король · f5 белый конь · e4 чёрный король · d2 белая пешка · e2 чёрный ферзь · c1 белый ферзь · f1 белая ладья | g8 чёрный конь · c6 белый король · f5 белый конь · e4 чёрный король · d2 белая пешка · e2 чёрный ферзь · c1 белый ферзь · f1 белая ладья | g8 чёрный конь · c6 белый король · f5 белый конь · e4 чёрный король · d2 белая пешка · e2 чёрный ферзь · c1 белый ферзь · f1 белая ладья | g8 чёрный конь · c6 белый король · f5 белый конь · e4 чёрный король · d2 белая пешка · e2 чёрный ферзь · c1 белый ферзь · f1 белая ладья | 5 |
| 4 | g8 чёрный конь · c6 белый король · f5 белый конь · e4 чёрный король · d2 белая пешка · e2 чёрный ферзь · c1 белый ферзь · f1 белая ладья | g8 чёрный конь · c6 белый король · f5 белый конь · e4 чёрный король · d2 белая пешка · e2 чёрный ферзь · c1 белый ферзь · f1 белая ладья | g8 чёрный конь · c6 белый король · f5 белый конь · e4 чёрный король · d2 белая пешка · e2 чёрный ферзь · c1 белый ферзь · f1 белая ладья | g8 чёрный конь · c6 белый король · f5 белый конь · e4 чёрный король · d2 белая пешка · e2 чёрный ферзь · c1 белый ферзь · f1 белая ладья | g8 чёрный конь · c6 белый король · f5 белый конь · e4 чёрный король · d2 белая пешка · e2 чёрный ферзь · c1 белый ферзь · f1 белая ладья | g8 чёрный конь · c6 белый король · f5 белый конь · e4 чёрный король · d2 белая пешка · e2 чёрный ферзь · c1 белый ферзь · f1 белая ладья | g8 чёрный конь · c6 белый король · f5 белый конь · e4 чёрный король · d2 белая пешка · e2 чёрный ферзь · c1 белый ферзь · f1 белая ладья | g8 чёрный конь · c6 белый король · f5 белый конь · e4 чёрный король · d2 белая пешка · e2 чёрный ферзь · c1 белый ферзь · f1 белая ладья | 4 |
| 3 | g8 чёрный конь · c6 белый король · f5 белый конь · e4 чёрный король · d2 белая пешка · e2 чёрный ферзь · c1 белый ферзь · f1 белая ладья | g8 чёрный конь · c6 белый король · f5 белый конь · e4 чёрный король · d2 белая пешка · e2 чёрный ферзь · c1 белый ферзь · f1 белая ладья | g8 чёрный конь · c6 белый король · f5 белый конь · e4 чёрный король · d2 белая пешка · e2 чёрный ферзь · c1 белый ферзь · f1 белая ладья | g8 чёрный конь · c6 белый король · f5 белый конь · e4 чёрный король · d2 белая пешка · e2 чёрный ферзь · c1 белый ферзь · f1 белая ладья | g8 чёрный конь · c6 белый король · f5 белый конь · e4 чёрный король · d2 белая пешка · e2 чёрный ферзь · c1 белый ферзь · f1 белая ладья | g8 чёрный конь · c6 белый король · f5 белый конь · e4 чёрный король · d2 белая пешка · e2 чёрный ферзь · c1 белый ферзь · f1 белая ладья | g8 чёрный конь · c6 белый король · f5 белый конь · e4 чёрный король · d2 белая пешка · e2 чёрный ферзь · c1 белый ферзь · f1 белая ладья | g8 чёрный конь · c6 белый король · f5 белый конь · e4 чёрный король · d2 белая пешка · e2 чёрный ферзь · c1 белый ферзь · f1 белая ладья | 3 |
| 2 | g8 чёрный конь · c6 белый король · f5 белый конь · e4 чёрный король · d2 белая пешка · e2 чёрный ферзь · c1 белый ферзь · f1 белая ладья | g8 чёрный конь · c6 белый король · f5 белый конь · e4 чёрный король · d2 белая пешка · e2 чёрный ферзь · c1 белый ферзь · f1 белая ладья | g8 чёрный конь · c6 белый король · f5 белый конь · e4 чёрный король · d2 белая пешка · e2 чёрный ферзь · c1 белый ферзь · f1 белая ладья | g8 чёрный конь · c6 белый король · f5 белый конь · e4 чёрный король · d2 белая пешка · e2 чёрный ферзь · c1 белый ферзь · f1 белая ладья | g8 чёрный конь · c6 белый король · f5 белый конь · e4 чёрный король · d2 белая пешка · e2 чёрный ферзь · c1 белый ферзь · f1 белая ладья | g8 чёрный конь · c6 белый король · f5 белый конь · e4 чёрный король · d2 белая пешка · e2 чёрный ферзь · c1 белый ферзь · f1 белая ладья | g8 чёрный конь · c6 белый король · f5 белый конь · e4 чёрный король · d2 белая пешка · e2 чёрный ферзь · c1 белый ферзь · f1 белая ладья | g8 чёрный конь · c6 белый король · f5 белый конь · e4 чёрный король · d2 белая пешка · e2 чёрный ферзь · c1 белый ферзь · f1 белая ладья | 2 |
| 1 | g8 чёрный конь · c6 белый король · f5 белый конь · e4 чёрный король · d2 белая пешка · e2 чёрный ферзь · c1 белый ферзь · f1 белая ладья | g8 чёрный конь · c6 белый король · f5 белый конь · e4 чёрный король · d2 белая пешка · e2 чёрный ферзь · c1 белый ферзь · f1 белая ладья | g8 чёрный конь · c6 белый король · f5 белый конь · e4 чёрный король · d2 белая пешка · e2 чёрный ферзь · c1 белый ферзь · f1 белая ладья | g8 чёрный конь · c6 белый король · f5 белый конь · e4 чёрный король · d2 белая пешка · e2 чёрный ферзь · c1 белый ферзь · f1 белая ладья | g8 чёрный конь · c6 белый король · f5 белый конь · e4 чёрный король · d2 белая пешка · e2 чёрный ферзь · c1 белый ферзь · f1 белая ладья | g8 чёрный конь · c6 белый король · f5 белый конь · e4 чёрный король · d2 белая пешка · e2 чёрный ферзь · c1 белый ферзь · f1 белая ладья | g8 чёрный конь · c6 белый король · f5 белый конь · e4 чёрный король · d2 белая пешка · e2 чёрный ферзь · c1 белый ферзь · f1 белая ладья | g8 чёрный конь · c6 белый король · f5 белый конь · e4 чёрный король · d2 белая пешка · e2 чёрный ферзь · c1 белый ферзь · f1 белая ладья | 1 |
|   | a | b | c | d | e | f | g | h |   |

Расстановка сил в начале книги по замыслу Кэрролла: Белые фигуры — Труляля, Единорог, Овца, Белая Королева, Белый Король, Старичок, Белый Рыцарь, Траляля, пешки: Маргаритка, Зай Атс, Устрица, Крошка Лили, Лань, Устрица, Болванс Чик, Маргаритка. Чёрные фигуры (сам Кэрролл их обозначил на сопутствующей диаграмме как «красные»): Шалтай-Болтай, Плотник, Морж, Чёрная Королева, Чёрный Король, Ворон, Чёрный Рыцарь, Лев, пешки: Маргаритка, Чужестранец, Устрица, Тигровая Лилия, Роза, Устрица, Лягушонок, Маргаритка. Шахматная диаграмма, которая сопровождала текст, в первых изданиях книги была отпечатана неудачно (фигуры на тёмных клетках были почти неразличимы), что вызвало нарекания читателей и расстроило самого писателя.
Сказка — описание шахматной партии, которую Алиса начинает в качестве белой пешки и заканчивает ферзём (королевой), ставя мат на 11-м ходе. Кэрролл написал небольшое Предисловие, в котором предупреждал читателя, что очередность чёрных и белых соблюдается не всегда:

«1. Алиса встречает Чёрную королеву. Чёрная королева уходит на h5.
2. Алиса через d3 (железная дорога) идёт на d4 (Траляля и Труляля). Белая Королева идёт на с4 (ловит шаль).
3. Алиса встречает Белую Королеву (с шалью). Белая Королева идёт на с5 (становится Овцой).
4. Алиса идёт на d5 (лавка, река, лавка). Белая Королева уходит на f8 (оставляет на полке яйцо).
5. Алиса идёт на d6 (Шалтай-Болтай). Белая Королева идёт на с8 (спасаясь от Чёрного Коня).
6. Алиса идёт на d7 (лес). Чёрный Конь идёт на е7.
7. Белый Конь берёт Чёрного коня. Белый Конь идёт на f5.
8. Алиса идёт на d8 (коронация). Чёрная Королева идёт на е8 (экзамен).
9. Алиса становится Королевой. Королевы рокируются.
10. Алиса рокируется (пир). Белая Королева идёт на a6 (суп). 11. Алиса берёт Чёрную Королеву и выигрывает партию»— Льюис Кэрролл. Алиса в Зазеркалье
Отклонения от стандартных правил шахматной партии в этом фрагменте у Кэрролла приводили в раздражение профессиональных шахматистов. В 1910 году Дональд М. Лидделл (англ. Donald Macy Liddell, он никак не был связан родственными узами с Алисой Лидделл) сочинил собственную шахматную партию по типовым правилам на основе диаграммы Кэрролла, а затем собственную историю про Алису, которая этой партии соответствует. Доналд М. Лидделл начинает шахматную партию дебютом Бёрда и заканчивает матом, который объявляет Алиса, достигнув восьмой горизонтали на шестьдесят шестом ходу.

### Точки зрения на роль шахмат в «Алисе в Зазеркалье»
По мнению российского специалиста по творчеству Кэрролла Демуровой, принцип зеркальной инверсии определяет события с первых глав сказки. С конца Главы II в организацию пространственных и временных отношений вступает в дополнение к ней ещё и шахматная игра. Мартин Гарднер в книге «Комментированная „Алиса“» высказывает предположение, что замысел второй сказки возник у Кэрролла в середине 60-х годов под влиянием экспромтов, которые Льюис Кэрролл рассказывал сестрам Лидделл, обучая их игре в шахматы. Однако, как считают некоторые авторы, во второй книге речь идёт уже не об Алисе Лидделл. Героиней «Зазеркалья» могла стать другая Алиса — дальняя родственница писателя Алиса Теодора Рейкс. Однако некоторые факты с этой теорией не согласуются, например, в финале «Зазеркалья» размещено стихотворение-акростих, посвящённое именно Алисе Плезенс [Лидделл].
Литературовед Гарднер отмечает, что принцип зеркальной инверсии, получивший развитие в сказке Льюиса Кэрролла, появился в конце работы над сказкой, «наложившись» на первоначальный шахматный комплекс. В начале книги героиня, поднявшись на холм, замечает сходство Зазеркалья с шахматной доской: «Это была удивительная страна. Поперёк бежали прямые ручейки, а аккуратные живые изгороди делили пространство между ручейками на равные квадраты». Шахматная доска действительно устроена по принципу зеркальной инверсии: каждая сторона её — зеркальное отражение противоположной, это подчёркивает нотация, которая принята в Великобритании и отличается от международной — нумерация горизонталей идёт для каждой стороны своя, начиная с крайнего правого (для каждой из сторон) поля доски. Путешествие Алисы-пешки сквозь эти горизонтали определяется замыслом шахматной партии, придуманной писателем. В Зазеркалье пространство существует не самостоятельно, а лишь относительно героини. Алиса в качестве пешки находится в начале сказки на второй горизонтали. Отсюда начинает развёртываться зазеркальное пространство — сад с говорящими цветами, где Алиса встречает Королеву. Для неё пространство также возникает только в связи с Алисой. Алисе предстоит пройти путешествие от пешки, которой она является в начале сказки, к ферзю-королеве максимально коротким путём:

«По мере прохождения Алисы через шахматные горизонтали на пути её возникают события и персонажи, не принадлежащие, строго говоря, ни одной из упомянутых выше пространственно-временных систем. Это новая система пространственных и временных отношений связана с фольклорными персонажами и событиями, героями старинных народных песенок: Лев и Единорог, Шалтай-Болтай, Труляля и Траляля, которым посвящены особые главы»— Демурова Н. М. Льюис Кэрролл. Очерк жизни и творчества
.
Борьба между Львом и Единорогом, например, отражена в легендах и сказках самых различных стран. Этот конфликт изображён даже на шахматной доске (шахматной — в понимании той эпохи) из Халдеи, которая датируется 3500 годом до н. э. Предполагают, что эта битва символизирует регулярную победу лета (златогривый лев) над весной (единорог или белый конь).
По мысли Тейлора, шахматы для Кэрролла были не просто игрой: «Будучи математиком, он видел шахматную доску как разделённый на квадраты лист бумаги, позволяющий воспроизвести график любой ситуации; будучи богословом, он видел в двух сторонах доски гораздо более действенный способ представить противоборствующие фракции в церкви и университете, чем любой из тех, который он использовал ранее».
Существуют интерпретации, в которых сюжет «Алисы в Зазеркалье» рассматривается как некий код. Иногда шахматный принцип трактуется более широко, чем просто партия; «Зазеркалье» в таком случае предстаёт как некий двойной код: а) для фантастической шахматной задачи, б) для столь же фантастической «шахматной морали», с помощью которой Кэрролл, как предполагает, например, А. Дикинс, рассуждает о «конечной цели бытия в жизни и небытия в смерти». По мнению Дикинса, в «Зазеркалье» следует видеть смысловых «три слоя»: а) детскую сказку; б) пародийную шахматную мораль, в которой скрывается новый подтекст: в) «сложная метафизическая философия, в основе которой лежит христианская религия». Согласно Ш. Лесли, «зазеркальная жизнь, в которой всё возникает в обратной перспективе, есть символ жизни сверхъестественной». Белый Рыцарь «представляет науку эпохи викторианства или Гексли в его самоуверенном изобретательстве». Соответственно Чёрный Рыцарь олицетворяет его идейного противника епископа Сэмюэла Уилберфорса. «Оба достигают одной и той же клетки на шахматной доске одновременно и оба пытаются взять Алису в плен. Это знаменитое столкновение между Уилберфорсом и Гексли на заседании Британской Ассоциации в 1866 году».
В заключительной главе «Зазеркалья» героиня перебирает шахматные фигуры, в ожившем виде представшие перед ней в сказочной стране, сидя на коврике перед камином. Английский исследователь Эликаендер Тейлор в своей книге «Белый Рыцарь» (1952) утверждает, что Кэрролл не предлагает серьёзной партии в шахматы, а использует ходы шахматных фигур только для выстраивания занимательного сюжета, вспоминая, как предполагает исследователь, о тех уроках игры в шахматы, которые он когда-то давал девочкам из семьи Лидделл.

### Шахматные фигуры на иллюстрациях к «Алисе в Зазеркалье»

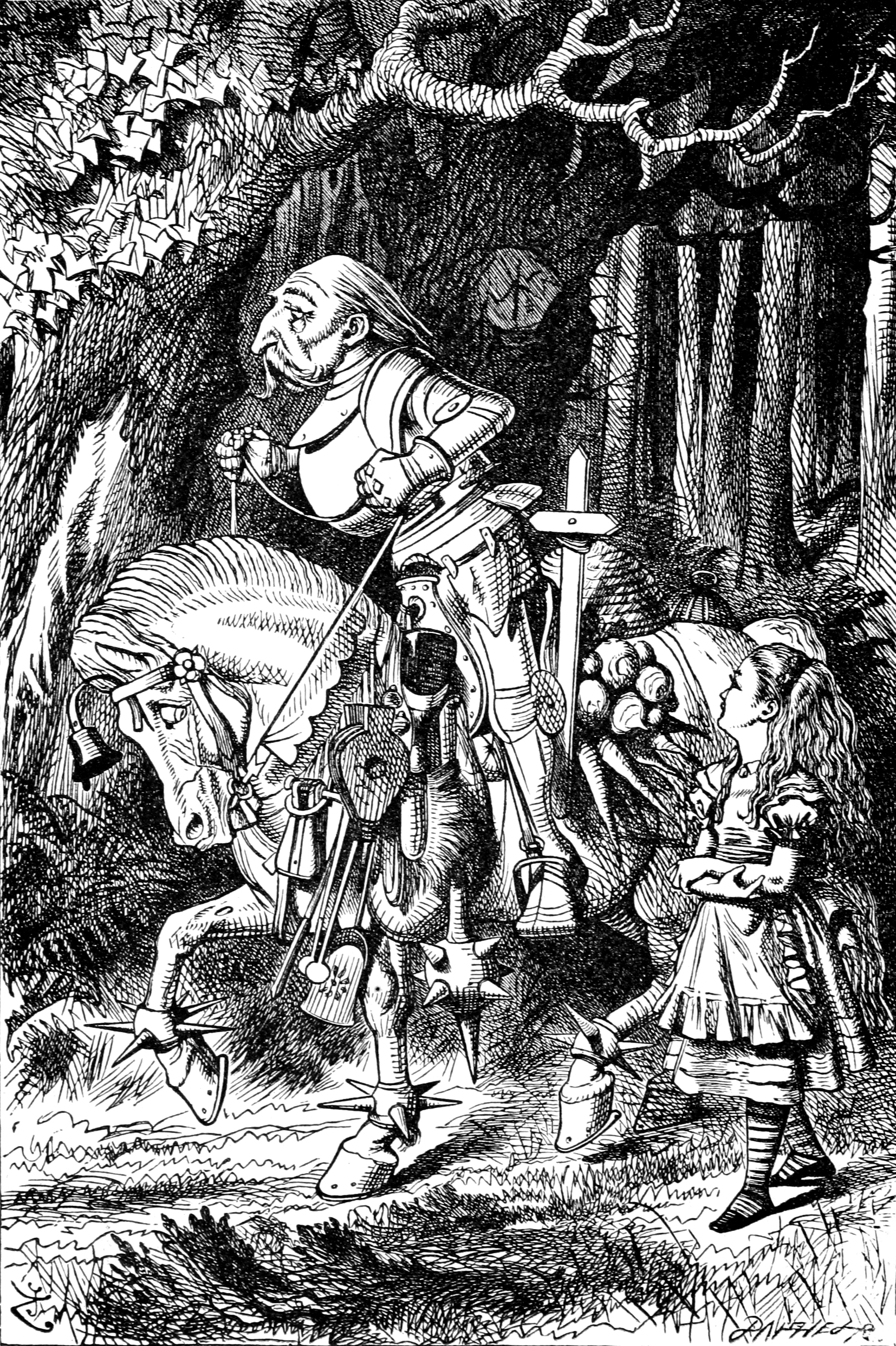
Белый Рыцарь — автопортрет Тенниелa

«Зазеркалье» было для первого издания книги проиллюстрировано сэром Джоном Тенниелом. Иллюстрации Джона Тенниела, изображающие шахматные фигуры, основаны на фигурах комплекта, известного как комплект святого Георгия, а не считающегося в настоящее время стандартным комплекта Стаунтона. Тридцать две фигуры шахматного набора определяются как «действующие лица» в начале книги, и каждая из них имеет определённую роль в истории Алисы.
Н. М. Демурова обратила внимание на то, что рисунки Тенниела плавно показывают переход персонажей от одной своей ипостаси («человеческой») к другой («шахматный» облик этого персонажа) и обратно. В начале книги Белый Рыцарь — это шахматный Конь, в конце её — благородный Рыцарь; на отдельных иллюстрациях эти ипостаси соединяются воедино, и в изображённом персонаже присутствуют и шахматные, и человеческие элементы (на фронтисписе к «Зазеркалью» Рыцарь человечен, а «деревянность» и «шахматность» присутствуют только в виде намёка в изображении головы его коня). Современники были удивлены иллюстрациями Тенниела и восприняли их с недоумением. Один из них писал: «Иллюстрации мистера Тенниела грубоваты, мрачны, неуклюжи, несмотря на то, что художник чрезвычайно изобретателен и, как всегда, почти величествен».
Работа над иллюстрациями к книге Кэрролла «Алиса в Зазеркалье» проходила в постоянных спорах художника с Кэрроллом. Так, например, изображение Белого Рыцаря (шахматного коня), которого Кэрролл считал своим alter ego, в итоге превратилось в стилизованный автопортрет самого Тенниела. Лев и Единорог — шаржи на политиков, премьер-министра консерватора Бенджамина Дизраэли и лидера либеральной партии Уильяма Гладстона. Эскизы иллюстраций были сделаны на бумаге, но создавались прямо на деревянных досках из самшита. Гравировка осуществлялась Эдвардом Делзелом, одним из лучших специалистов своего времени. Чтобы не наносить ущерб деревянным формам, печать осуществлялась не с гравюр, а с их гальванопластических слепков. Качество печати иллюстраций поэтому долгое время было низким. Из-за этого, например, весь первый тираж «Алиса в Стране чудес» был уничтожен (в продажу поступил только второй тираж).
Гравюры первого издания долгое время считались утраченными, но в 1985 году их случайно обнаружили. В 1988 году издательство Macmillan выпустило небольшой тираж гравюр с оригинальных деревянных форм (250 экземпляров), отличающийся безупречным, по мнению специалистов, качеством. Оттиски были сделаны Джонатаном Стефенсоном в типографии Rocket Press, графство Оксфордшир. Это издание иллюстраций Джона Тенниела к «Алисе в Зазеркалье» было впервые экспонировано в России галереей InArtis в марте 2010 года в Москве в особняке Спиридонова.

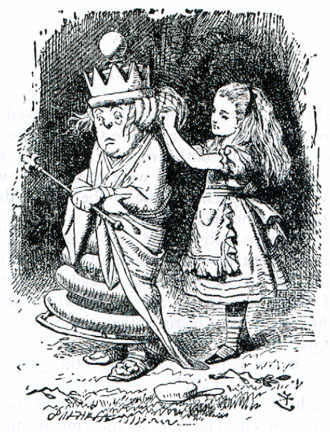
Джон Тенниел. Алиса и Белая Королева
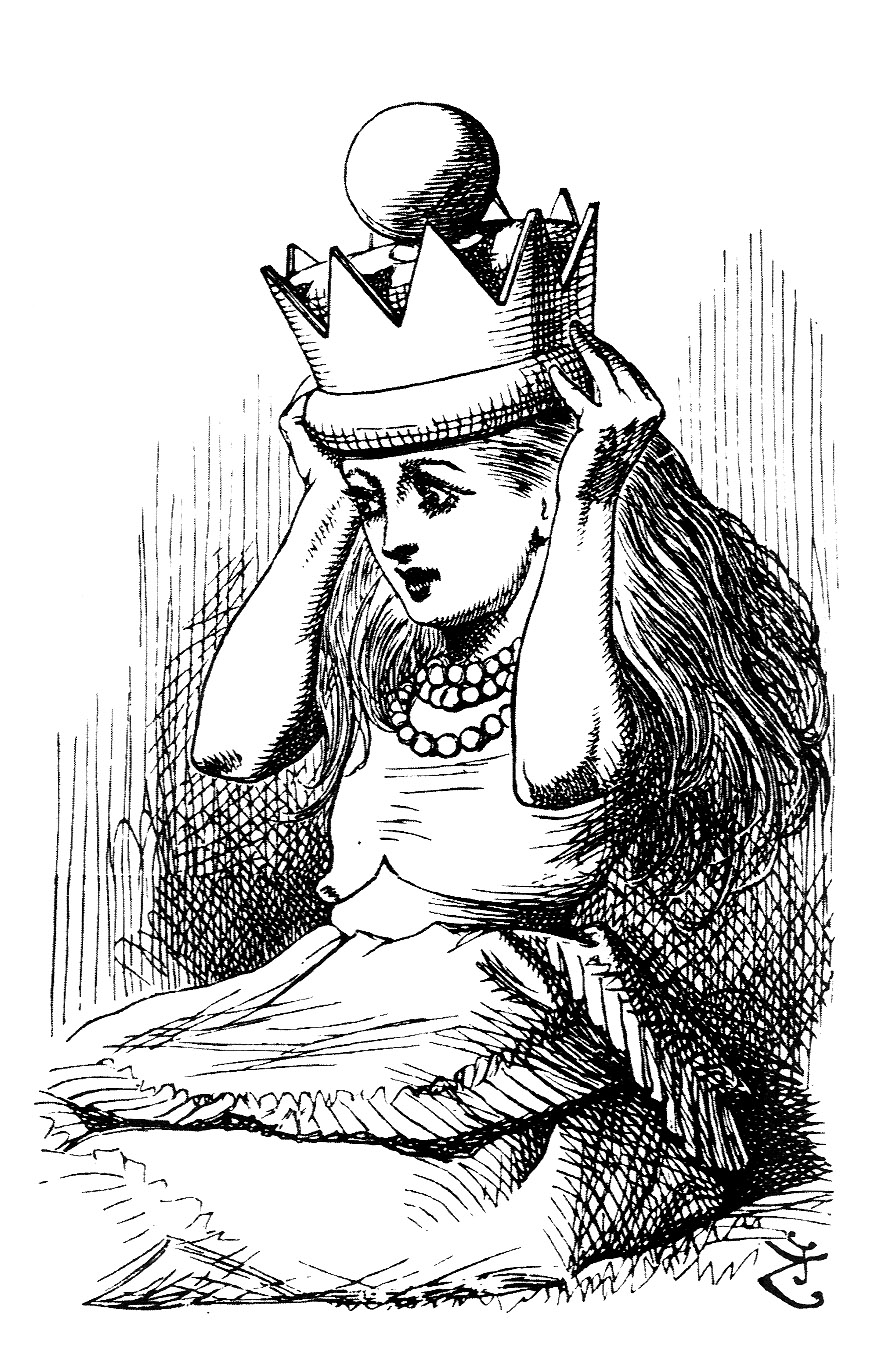
Джон Тенниел. Алиса с короной
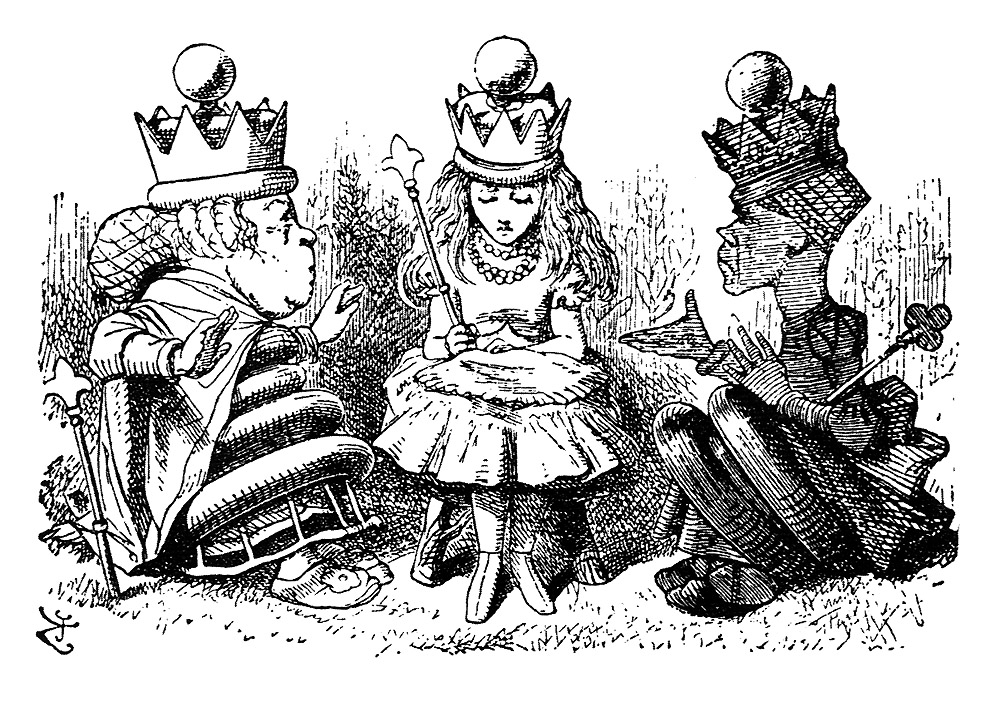
Джон Тенниел. Алиса с Белой и Красной королевой
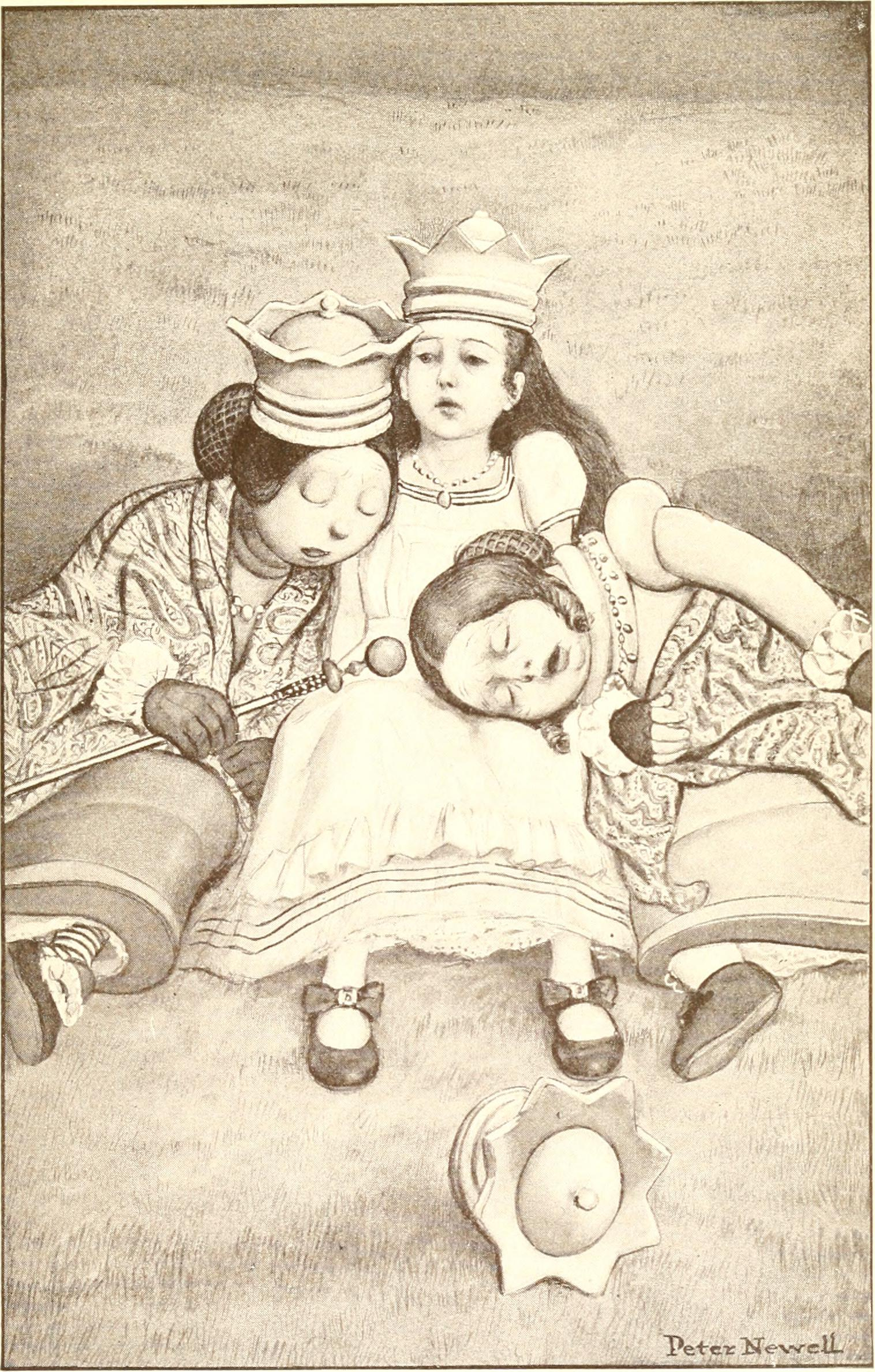
Питер Ньюэлл[англ.]. Иллюстрация к книге, 1902
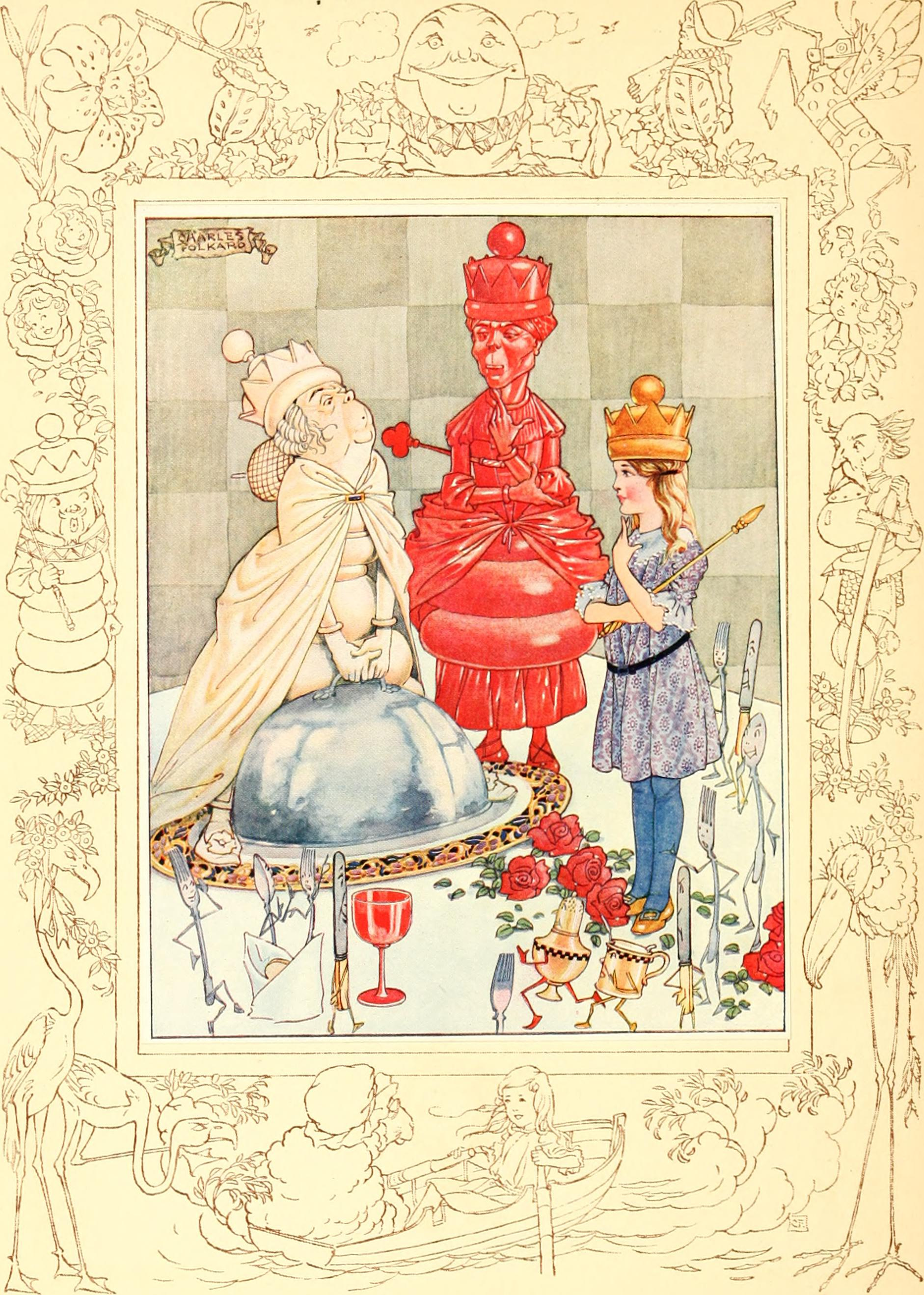
Чарльз Фолкард[англ.]. Песни из сказок Кэрролла, 1921
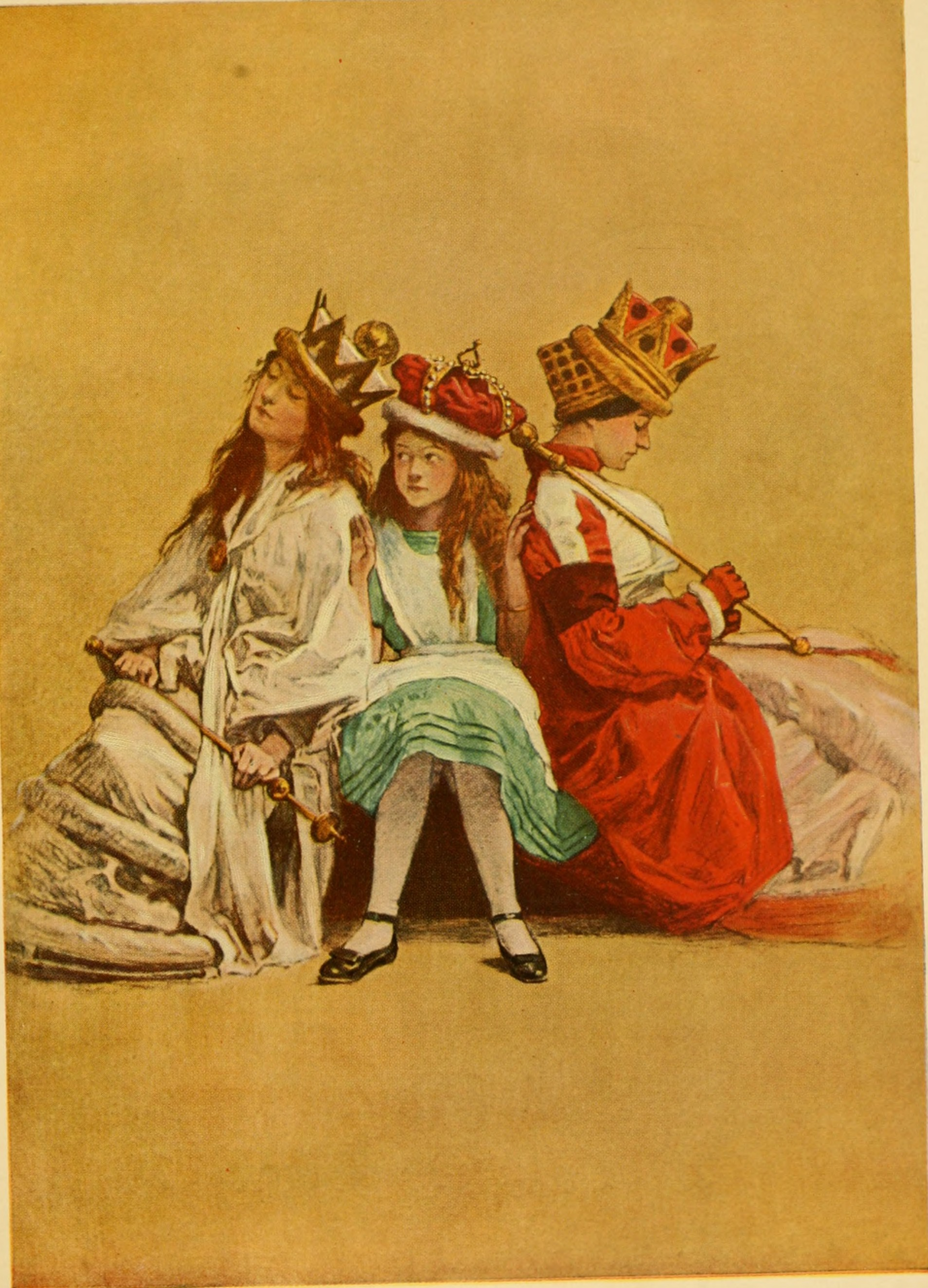
Эпизод из спектакля по сказкам Кэрролла, 1915

## Кэрролл и экзотические варианты шахмат
| a8 | b8 | c8 | d8 | e8 | f8 | g8 | h8 |
| a7 | b7 | c7 | d7 | e7 | f7 | g7 | h7 |
| a6 | b6 | c6 | d6 | e6 | f6 | g6 | h6 |
| a5 | b5 | c5 | d5 | e5 | f5 | g5 | h5 |
| a4 | b4 | c4 | d4 | e4 | f4 | g4 | h4 |
| a3 | b3 | c3 | d3 | e3 | f3 | g3 | h3 |
| a2 | b2 | c2 | d2 | e2 | f2 | g2 | h2 |
| a1 | b1 | c1 | d1 | e1 | f1 | g1 | h1 |

| a8 | b8 | c8 | d8 | e8 | f8 | g8 | h8 |
| a7 | b7 | c7 | d7 | e7 | f7 | g7 | h7 |
| a6 | b6 | c6 | d6 | e6 | f6 | g6 | h6 |
| a5 | b5 | c5 | d5 | e5 | f5 | g5 | h5 |
| a4 | b4 | c4 | d4 | e4 | f4 | g4 | h4 |
| a3 | b3 | c3 | d3 | e3 | f3 | g3 | h3 |
| a2 | b2 | c2 | d2 | e2 | f2 | g2 | h2 |
| a1 | b1 | c1 | d1 | e1 | f1 | g1 | h1 |

| a8 | b8 | c8 | d8 | e8 | f8 | g8 | h8 |
| a7 | b7 | c7 | d7 | e7 | f7 | g7 | h7 |
| a6 | b6 | c6 | d6 | e6 | f6 | g6 | h6 |
| a5 | b5 | c5 | d5 | e5 | f5 | g5 | h5 |
| a4 | b4 | c4 | d4 | e4 | f4 | g4 | h4 |
| a3 | b3 | c3 | d3 | e3 | f3 | g3 | h3 |
| a2 | b2 | c2 | d2 | e2 | f2 | g2 | h2 |
| a1 | b1 | c1 | d1 | e1 | f1 | g1 | h1 |

| a8 | b8 | c8 | d8 | e8 | f8 | g8 | h8 |
| a7 | b7 | c7 | d7 | e7 | f7 | g7 | h7 |
| a6 | b6 | c6 | d6 | e6 | f6 | g6 | h6 |
| a5 | b5 | c5 | d5 | e5 | f5 | g5 | h5 |
| a4 | b4 | c4 | d4 | e4 | f4 | g4 | h4 |
| a3 | b3 | c3 | d3 | e3 | f3 | g3 | h3 |
| a2 | b2 | c2 | d2 | e2 | f2 | g2 | h2 |
| a1 | b1 | c1 | d1 | e1 | f1 | g1 | h1 |

«Мне пришло в голову, что можно придумать игру из букв, которые нужно передвигать на шахматной доске, пока они не сложатся в слова», — писал Кэрролл 19 декабря 1880 года. Доджсон без конца что-нибудь изобретал. Некоторые его изобретения были повторены годы спустя и нашли широкое применение. В частности, считается, что именно он изобрёл шахматы для путешественников, где фигуры держались на доске с помощью маленького выступа, соответствующего углублению в клетке. Энид Шойер (урожденная Стивенс) вспоминала, что получала большое удовольствие от игры в шахматы и нарды с Кэрроллом в детстве. Она отмечала, что писатель был мастером в этой игре, но, когда он играл с ребёнком, то фигуры представлялись живыми, игра сопровождалась сочинёнными Кэрроллом диспутами между шахматными фигурами, а сам он мог придумать «совершенно новые правила», по которым и проходила партия.
Книги про Алису вдохновили английского математика Вернона Партона на изобретение нескольких вариантов шахматной игры, в том числе «шахмат Алисы» — варианта шахмат, изобретённого в 1953 году, в котором используются две шахматные доски, а не одна. Можно пользоваться и одной доской. Хотя правила не позволяют двум фигурам одновременно находиться на одном поле, можно использовать одну доску, помещая под фигуру шашку, чтобы обозначить, что она находится на второй доске. Фигуры ходят так же, как и в стандартных шахматах, но по завершении хода перемещаются на другую доску. В начале игры фигуры стоят в первоначальном положении на первой доске, а доска вторая пуста. Ход можно сделать при соблюдении двух основных условий: он должен быть корректным на той доске, на которой он играется, и поле на другой доске, на которое фигура попадает после хода, должно быть свободно (брать фигуры можно только на той же доске, на которой сделан ход). Король не может переместиться на свободное поле на противоположной доске, если окажется при этом под шахом. Рокировка в шахматах Алисы разрешена. Взятие на проходе не запрещено.
«Шахматы Чеширского кота» — другая игра, придуманная Партоном: игра происходит на доске 10 на 10 клеток (с добавлением двух ладей в каждый комплект фигур). Когда фигура переходит с одного поля на другое, то прежнее поле должно быть помечено как «исчезнувшее». Занять «исчезнувшую» клетку нельзя, но допускается ход через неё, шах, атака через подобное поле. Рокировка в «Шахматах Чеширского кота» невозможна, но первый ход король делает как ферзь.